# Edwardsia carlgreni
Edwardsia carlgreni is een zeeanemonensoort uit de familie Edwardsiidae.
Edwardsia carlgreni is voor het eerst wetenschappelijk beschreven door Carlgren in 1921.